# Алгімантай
Алгімантай — село у Литві, у східній частині Расейняйського району, Арегальське староство. 2001 року в Алгімантаї проживало 37 осіб. Знаходиться за 2,3 км від села Аріогала, близько до села Ґелува.

## Принагідно
- maps.lt

| Литва | Це незавершена стаття з географії Литви. Ви можете допомогти проєкту, виправивши або дописавши її. |